# Rafinha (Fußballspieler, 1982)
Rafael Scapini de Almeida, besser bekannt als Rafinha (* 29. Juni 1982) ist ein brasilianischer ehemaliger Fußballspieler.

## Karriere
Rafinha wechselte 2005 vom brasilianischen Verein Campinas Futebol Clube nach Finnland zu AC Oulu in die Veikkausliiga. Nach dem Abstieg Oulus in die Ykkönen wechselte er zu Tampere United. Zur Saison 2010 wechselte er zu Meister HJK Helsinki. Nach dem Scheitern seiner Mannschaft in den Playoffs zur Europa League 2011/12 gegen den FC Schalke 04, wechselte Rafinha im August 2011 in die belgische Pro League zu KAA Gent. Nach insgesamt viereinhalb Jahren in Belgien kehrte er im Sommer 2016 ablösefrei zu HJK Helsinki zurück und unterschrieb dort einen Vertrag bis Ende 2019. Anschließend ging Rafinha erneut zum AC Oulu.

## Erfolge
- Finnischer Meister: 2010, 2011, 2017, 2018
- Finnischer Pokalsieger: 2011, 2017
- Belgischer Meister: 2015
- Belgischer Superpokalsieger: 2015